# Cran-Gevrier
Cran-Gevrier ist eine Commune déléguée in der französischen Stadt Annecy mit 17.985 Einwohnern (Stand 1. Januar 2022) im Département Haute-Savoie in der Region Auvergne-Rhône-Alpes.

## Geographie
Cran-Gevrier lag auf 427 m, etwa 2,5 km westlich der Stadt Annecy (Luftlinie). Die Gemeinde erstreckt sich im Becken von Annecy im Alpenvorland, an der Mündung des Thiou (Abfluss des Lac d’Annecy) in den Fier, im Genevois.
Die Fläche des 4,80 km² großen Gemeindegebiets umfasste einen Abschnitt des Beckens von Annecy. Das Siedlungsgebiet nimmt die Talebene des Fier und den südlich angrenzenden Hügelrücken von Gevrier ein, der rund 80 m höher als die Talebene liegt. Begrenzt wurde das Gemeindeareal im Norden und Nordwesten vom Fier, der sich unterhalb von Cran-Gevrier schluchtartig in die Plateaus einschneidet und mehrere Talmäander aufweist. Vom Fier erstreckte sich der Gemeindeboden ostwärts über die Schwemmebene bis auf die angrenzende Hochterrasse (450 m) von Annecy und südwärts über den Thiou auf den Höhenrücken von Gevrier. Hier wurde mit 528 m die höchste Erhebung von Cran-Gevrier erreicht.
Die Gemeinde bestand aus den Ortsteilen Cran (427 m) beim Zusammenfluss von Thiou und Fier und Gevrier (516 m) auf einem Hügel südlich des Tales. Nachbargemeinden von Cran-Gevrier waren Meythet im Norden, Annecy im Osten, Seynod im Süden sowie Chavanod und Poisy im Westen.

## Geschichte
Das Gemeindegebiet von Cran-Gevrier war bereits während der Römerzeit besiedelt. Auf dem Hügel von Gevrier wurde Überreste einer römischen Villa gefunden. Gevrier ist denn auch der ältere der beiden Orte. Sein Name geht entweder auf den gallorömischen Personennamen Grabriaccus oder auf das Wort guivre (mythische Schlange, deren Aufgabe es war, Schätze zu bewachen; diese Schlange figuriert auch als Wappentier) zurück. Auch Cran können zwei Bedeutungen zugewiesen werden, einerseits Einschnitt, Kerbe, andererseits zwischen zwei Wassern, wobei Thiou und Fier gemeint wären.
Im Mittelalter wurde das Château d’Aléry erbaut, womit Cran zum Mittelpunkt einer kleinen Herrschaft wurde. Im Lauf des 18. Jahrhunderts ließen sich in Cran verschiedene Werkstätten nieder, welche von der Wasserkraft abhängig waren. So wurde der ehemalige Weiler zum ersten größeren Industriestandort der Region Annecy. Cran war im 19. Jahrhundert Standort einer Getreidemühle, einer Papiermühle, einer Textilfabrik sowie verschiedener Schmieden und Sägereien.
Im Jahre 1902 fusionierten der Industriestandort Cran und der Weiler Gevrier, vorher eine selbständige Gemeinde, zur Gemeinde Cran-Gevrier. Das 20. Jahrhundert war durch ein starkes Wachstum und die Entwicklung zur Vorortsgemeinde von Annecy geprägt. Die Gemeinde Cran-Gevrier wurde am 1. Januar 2017 nach Annecy eingegliedert.

## Sehenswürdigkeiten
Die Kirche von Cran-Gevrier stammt aus dem 19. Jahrhundert. In Gevrier ist eine Kapelle, die ursprünglich auf das 13. Jahrhundert zurückgeht, erhalten.

## Bevölkerung
| Bevölkerungsentwicklung | Bevölkerungsentwicklung |
| Jahr                    | Einwohner               |
| ----------------------- | ----------------------- |
| 1901                    | 1310                    |
| 1954                    | 5300                    |
| 1962                    | 6903                    |
| 1968                    | 8155                    |
| 1975                    | 12.384                  |
| 1982                    | 14.388                  |
| 1990                    | 15.566                  |
| 1999                    | 16.464                  |

Mit zuletzt 17.493 Einwohnern (Stand 1. Januar 2013) gehörte Cran-Gevrier zu den größten Gemeinden des Département Haute-Savoie. Seit der ersten Hälfte des 20. Jahrhunderts wurde dank der Nähe zu Annecy eine markante Bevölkerungszunahme verzeichnet. Die höchsten Zuwachsraten wurden während der 1960er und 1970er Jahre registriert. Die Talebene von Fier und Thiou sowie der Hügel von Gevrier wurden weitgehend überbaut, so dass mittlerweile keine Trennung zwischen Cran und Gevrier mehr besteht. Das vormalige Gemeindegebiet wird fast vollständig von Siedlungs-, Gewerbe-, Industrie- und Verkehrsflächen eingenommen, wobei die Bebauung an einigen Orten relativ locker ist und noch deutlich verdichtet werden kann. Heute ist das Siedlungsgebiet von Cran-Gevrier lückenlos mit demjenigen von Annecy, Seynod und Meythet zusammengewachsen. Die Gemeinde gehörte zur Agglomeration von Annecy.

## Wirtschaft und Infrastruktur
Cran-Gevrier entwickelte sich schon im frühen 19. Jahrhundert zum Industriestandort. Die einstigen Industriezweige haben sich mittlerweile gewandelt. Zu den wichtigsten Firmen gehören heute die Rhenalu (Aluminiumverarbeitung; entstand aus den ehemaligen Forges de Cran), die Papeteries de Cran (Papierindustrie) und die Reboul SMT (Kosmetik). Daneben gibt es zahlreiche weitere Betriebe von kleinerer bis mittlerer Größe, Dienstleistungsbetriebe, Einkaufsgeschäfte und Handelsfirmen. Die Industrie- und Gewerbezonen befinden sich im Talboden östlich des Fier. In Cran-Gevrier befindet sich das Kulturzentrum La Turbine, das 2004 eingeweiht wurde.
Die Ortschaft ist verkehrsmäßig sehr gut erschlossen. Cran liegt an der alten Hauptstraße N508, die von Annecy nach Bellegarde-sur-Valserine führt. Heute wird Cran durch eine Ortsumfahrung vom Durchgangsverkehr entlastet. Dafür werden die südlichen Quartiere und Gevrier durch die Autobahn und Zubringerstraßen zerschnitten. Der nächste Anschluss an die Autobahn A41 befindet sich in einer Entfernung von rund 2 km. Durch mehrere Buslinien ist Cran-Gevrier mit Annecy verbunden. Damit ist auch der Hauptbahnhof Annecy an der Eisenbahnlinie von Chambéry nach Annemasse leicht erreichbar.

## Städtepartnerschaften
- Bathgate, Schottland[1]
- Piossasco, Italien
- Trenčín, Slowakei[2]